# Duff Cooper Prize
Duff Cooper Prize är ett brittiskt litterärt pris som årligen tilldelas det bästa verket inom historia, biografi, statsvetenskap eller (väldigt sporadiskt) lyrik som givits ut på engelska eller franska. 
Priset instiftades till minne av Duff Cooper, en brittisk diplomat och författare. Priset utdelades för första gången 1956 och gick då till Alan Moorehead för Gallipoli. För närvarande får pristagaren en förstautgåva av Duff Coopers självbiografi Old Men Forget och 5 000 brittiska pund.

## Pristagare
- 1956 – Alan Moorehead, Gallipoli
- 1957 – Lawrence Durrell, Bitter Lemons
- 1958 – John Betjeman, Collected Poems
- 1959 – Patrick Leigh-Fermor Mani
- 1960 – Andrew Young Collected Poems
- 1961 – Jocelyn Baines Joseph Conrad
- 1962 – Michael Howard, The Franco-Prussian War
- 1963 – Aileen Ward, John Keats
- 1964 – Ivan Morris, The World of the Shining Prince
- 1965 – George Painter, Marcel Proust
- 1966 – Nirad C. Chaudhuri, The Continent of Circe
- 1967 – J.A. Baker, The Peregrine
- 1968 – Roy Fuller, New Poems
- 1969 – John Gross, The Man of Letters
- 1970 – Enid McLeod, Charles of Orleans
- 1971 – Geoffrey Grigson, Discoveries of Bones and Stones
- 1972 – Quentin Bell, Virginia Woolf
- 1973 – Robin Lane Fox, Alexander the Great
- 1974 – Jon Stallworthy, Wilfred Owen
- 1975 – Seamus Heaney, North
- 1976 – Denis Mack Smith , Mussolini's Roman Empire
- 1977 – E.R. Dodds, Missing Persons
- 1978 – Mark Girouard, Life in the English Country House
- 1979 – Geoffrey Hill , Tenebrae
- 1980 – Robert Bernard, Martin Tennyson: The Unquiet Heart
- 1981 – Victoria Glendinning, Edith Sitwell
- 1982 – Richard Ellmann, James Joyce
- 1983 – Peter Porter, Collected Poems
- 1984 – Hilary Spurling, Ivy Compton-Burnett
- 1985 – Ann Thwaite, Edmund Gosse
- 1986 – Alan Crawford, C.R. Ashbee
- 1987 – Robert Hughes, The Fatal Shore
- 1988 – Humphrey Carpenter, The Life of Ezra Pound
- 1989 – Ian Gibson, Federico Garcia Lorca
- 1990 – Hugh Cecil och Mirabel Cecil, Clever Hearts
- 1991 – Ray Monk, Ludwig Wittgenstein
- 1992 – Peter Hennessy, Never Again
- 1993 – John Keegan, A History of Warfare
- 1994 – David Gilmour, Curzon
- 1995 – Gitta Sereny, Albert Speer: His Battle with Truth
- 1996 – Diarmaid MacCulloch, Cranmer
- 1997 – James Buchan, Frozen Desire
- 1998 – Richard Holmes, Coleridge: Darker Reflections
- 1999 – Adam Hochschild, King Leopold's Ghost
- 2000 – Robert Skidelsky, John Maynard Keynes
- 2001 – Margaret MacMillan, Peacemakers: The Paris Conference of 1919 and Its Attempts to End War
- 2002 – Jane Ridley, The Architect and his Wife
- 2003 – Anne Applebaum, Gulag: A History
- 2004 – Mark Mazower, Salonica: City of Ghosts
- 2005 – Maya Jasanoff, Edge of Empire: Conquest and Collecting on the Eastern Frontiers of the British Empire
- 2006 – William Dalrymple, The Last Mughal
- 2007 – Graham Robb, The Discovery Of France
- 2008 – Kai Bird  och Martin J. Sherwin, American Prometheus: The Triumph and Tragedy of J. Robert Oppenheimer
- 2009 – Robert Service, Trotsky: A Biography
- 2010 – Sarah Bakewell, How to Live: A Life of Montaigne in one question and twenty attempts at an answer
- 2011 – Robert Douglas-Fairhurst, Becoming Dickens: the invention of a novelist
- 2012 – Sue Prideaux, Strindberg – A Life
- 2013 – Lucy Hughes-Hallett, The Pike: Gabriele D’Annunzio
- 2014 – Patrick McGuinness, Other People's Countries: A Journey into Memory
- 2015 – Ian Bostridge, Schubert's Winter Journey: Anatomy of an Obsession
- 2016 – Christopher de Hamel, Meetings with Remarkable Manuscripts